# آنتونی مینگلا
آنتونی مینگلا (به انگلیسی: Anthony Minghella) ‏ (۱۹۵۴ - ۲۰۰۸) کارگردان انگلیسی برندهٔ جایزه اسکار و کاندیدای بفتا برای فیلم بیمار انگلیسی بود.

## زندگی
آنتونی مینگلا در ۶ ژانویه ۱۹۵۴ در جزیره وایت انگلستان زاده شد. خانواده‌ٔ او اسکاتلندی-ایتالیایی بودند و در صنعت تولید بستنی مشهور بودند. مینگلا در ۲۱سالگی اولین نمایش‌نامه خود را روی صحنه برد و ۱۰ سال بعد با اجرای نمایش «موسیقی نهنگ» نظرها را به خود جلب کرد. در ۱۹۹۰ نخستین فیلم خود با نام حقیقتاً، دیوانه‌وار، عمیقاً را ساخت که برندهٔ جایزه بفتا شد اما سومین فیلم‌اش بیمار انگلیسی در ۱۹۹۷ با نامزدی در ۱۲ رشته و برنده شدن ۹ اسکار تمام نظرها را به خود جلب کرد.
سال ۲۰۰۵ فیلم «کوهستان سرد» با بازی جود لا، نیکول کیدمن، رنه زلوگر، برندن گلیسون و فیلیپ سیمور هافمن اسکار دیگری برای او به ارمغان آورد.
او در یک فیلم، یعنی تاوان، بازی کرد و تهیه‌کننده چند فیلم از جمله مترجم ساختهٔ سیدنی پولاک بود.
«این فیلمساز نابغه انگلیسی که علاوه بر کارگردانی سینما و اپرا در زمینه فیلمنامه‌نویسی، نمایشنامه‌نویسی و تهیه کنندگی نیز فعال بود روز ۲۸ اسفند ۱۳۸۶ (۱۸ مارس ۲۰۰۸) بر اثر خونریزی، یک هفته پس از عمل جراحی گردن برای برداشتن تومور سرطانی، در لندن در گذشت.»

## جوایز
| سال  | عنوان                                  | جایزه اسکار نامزد | جایزه اسکار برنده | جایزه بفتا نامزد | جایزه بفتا برنده |
| ---- | -------------------------------------- | ----------------- | ----------------- | ---------------- | ---------------- |
| ۱۹۹۰ | حقیقتاً، دیوانه‌وار، عمیقاً               | نه                | نه                | ۳                | ۱                |
| ۱۹۹۳ | آقای شگفت‌انگیز                         | نه                | نه                | نه               | نه               |
| ۱۹۹۶ | بیمار انگلیسی                          | ۱۲                | ۹                 | ۱۳               | ۶                |
| ۱۹۹۹ | آقای ریپلی بااستعداد                   | ۵                 | نه                | ۷                | ۱                |
| ۲۰۰۰ | بازی                                   | نه                | نه                | نه               | نه               |
| ۲۰۰۳ | کوهستان سرد                            | ۷                 | ۱                 | ۱۳               | ۲                |
| ۲۰۰۶ | شکستن و وارد شدن                       | نه                | نه                | نه               | نه               |
| ۲۰۰۸ | کارآگاهان درجه یک زن (سریال تلویزیونی) | نه                | نه                | نه               | نه               |